# Стрий
Стрий е град в Лвовска област, Украйна. Намира се в часова зона UTC+2.
Площта му е 17 кв. км. Населението му е 60 267 жители (2011).
Споменат е за първи път през 1385 г.